# 梁十一
梁十一（英語：Leung Sap-yat，1970年—），香港電影演員，武術指導梁小龍的弟弟。

## 簡歷
梁曾演出過劉國昌導演的《童黨》、《逃學威龍》。梁十一總共有十三兄弟姊妹。梁十一首套電影是《童黨》，角色叫（昏迷），這個亦曾是他的渾名，曾在聖路加書院讀書。
據悉梁十一初時一邊拍戲、一邊讀書。後來決定投身拍戲，當時戲中其他角色，例如：小妖、大強、細強、薄樂卡、護髮素、容兒和雞包仔…都是與梁十一同屬聖路加書院的同學，或者在白田、石硤尾一帶結玩。
據悉梁十一現在從事幕後工作，跟隨兄長梁小龍工作。

## 電影
- 義膽紅唇 (1988)
- 童黨 (1988)
- 學校風雲 (1988)
- 愛人同志 (1989)
- 再起風雲 (1989)
- 廟街皇后 (1990)
- 無名家族 (1990)
- 衰鬼撬牆腳 (1990)
- 中環英雄 (1991)
- 馬路英雄 (1991)
- 逃學威龍 (1991) ... Johnny 仔
- 藍江傳之反飛組風雲 (1992)
- 飛虎精英之人間有情 (1992)
- 童黨之街頭霸王 (1992) ... 阿龍
- 不羈十七歲(1992)
- 偶像 (1993)
- 再世追魂 （页面存档备份，存于） (1993)
- 李洛夫奇案 (1993)
- 血殺連環 (1993)
- 女兒當自強 (1993)
- 飛車女童黨 (1993)
- 越殺 (1994)
- 奸人世家 (1994)
- 壞孩子俱樂部 (1995)
- 馬路英雄II非法賽車 (1995)
- 尖東老泥妹之四大天后 (1995)

## 電視劇
- 妙探出租（亞洲電視，1989）
- 皇家檔案之馬路英雄 飾 戴永盛 （亞洲電視，1989）
- 皇家檔案III之美女与野獸 飾 阿昌 （亞洲電視，1989）
- 街市忍者（亞洲電視，1990）
- 赤子雄風（亞洲電視，1990）
- 中環英雄（亞洲電視，1991）

## 外部連結
- 梁十一在香港影庫上的簡介